# Білі лавки
Торгові ряди «Білі лавки» (біл. Гандлёвыя рады «Белыя лаўкі»)  — пам'ятник архітектури XIX століття у Пружанах Берестейської області. Побудований у 1867 році з цегли. Архітектори — Михайловський та Савич.

## Історія побудови

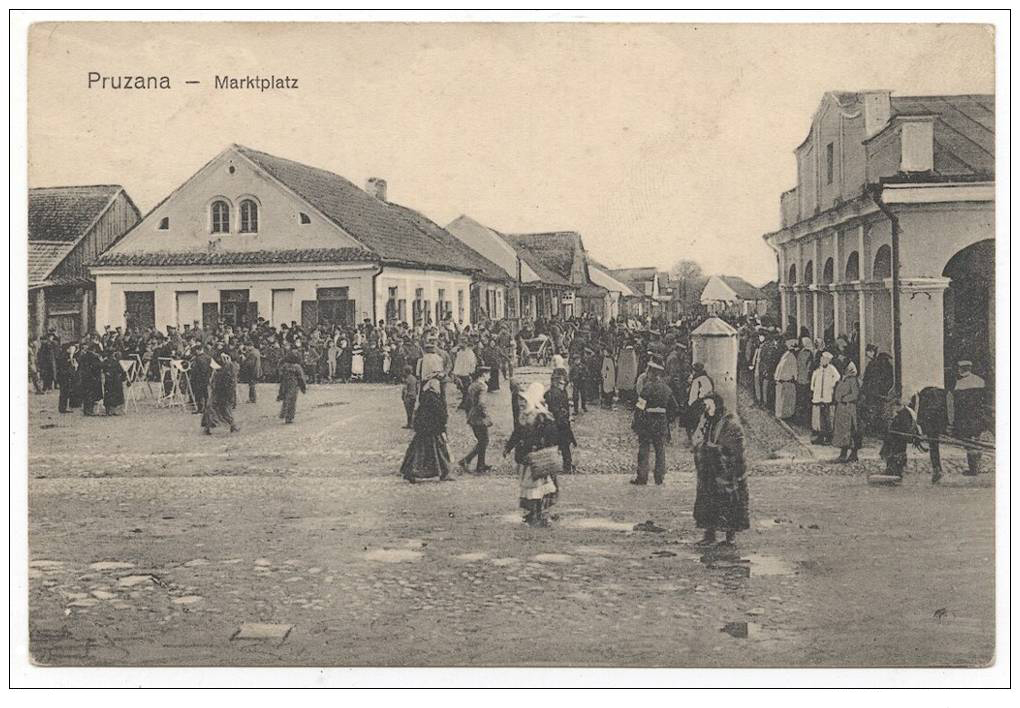
Торгова площа перед Білими лавками, 1917

Споруда збудована на місці старих дерев'яних торгових рядів по проекту губернського архітектора Михайловського і єпархіяльного архітектора Т. Савича. Першопочатково мали проїзд у внутрішній двір для підвозу та зберігання товарів.

## Галерея

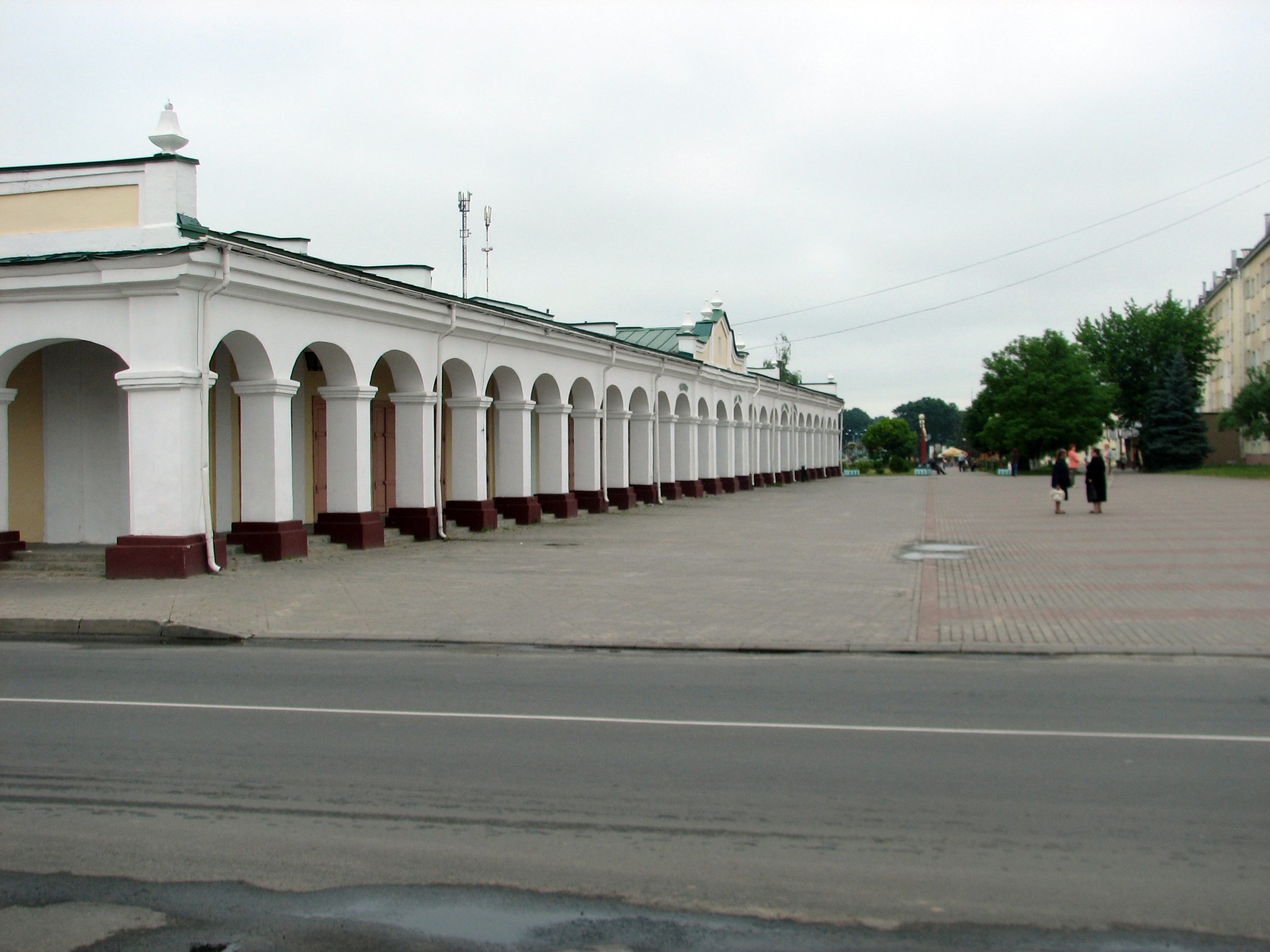
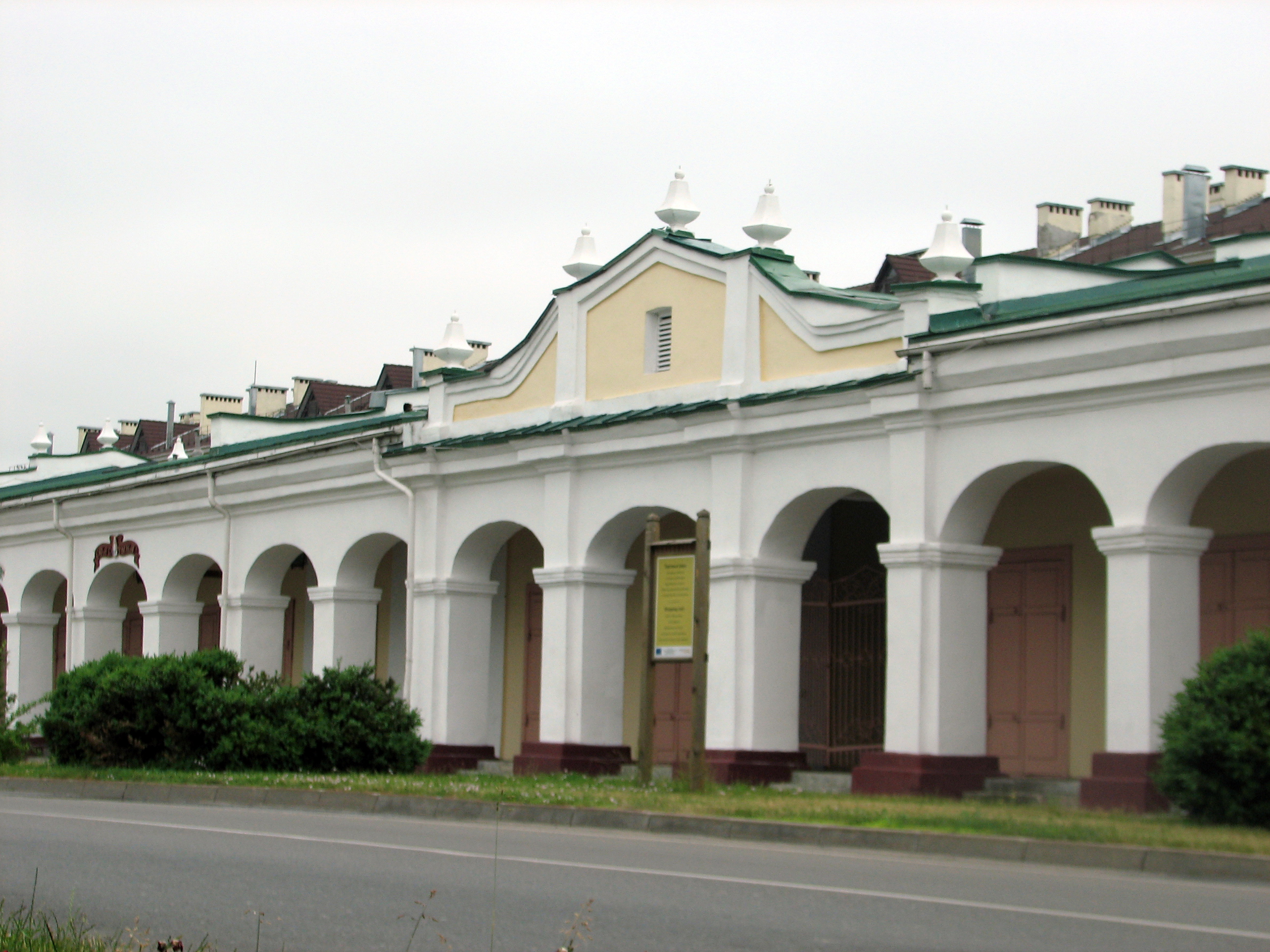
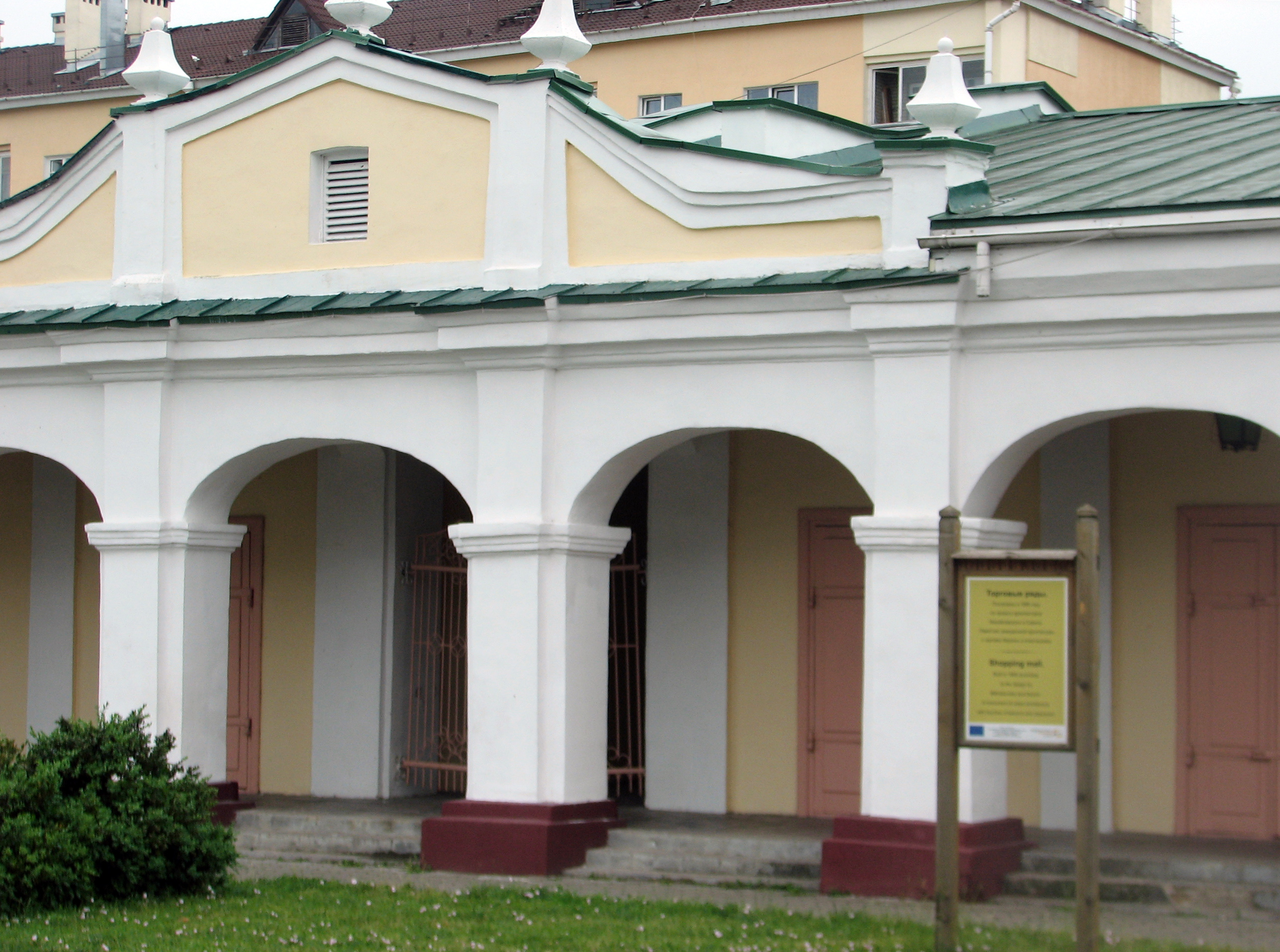
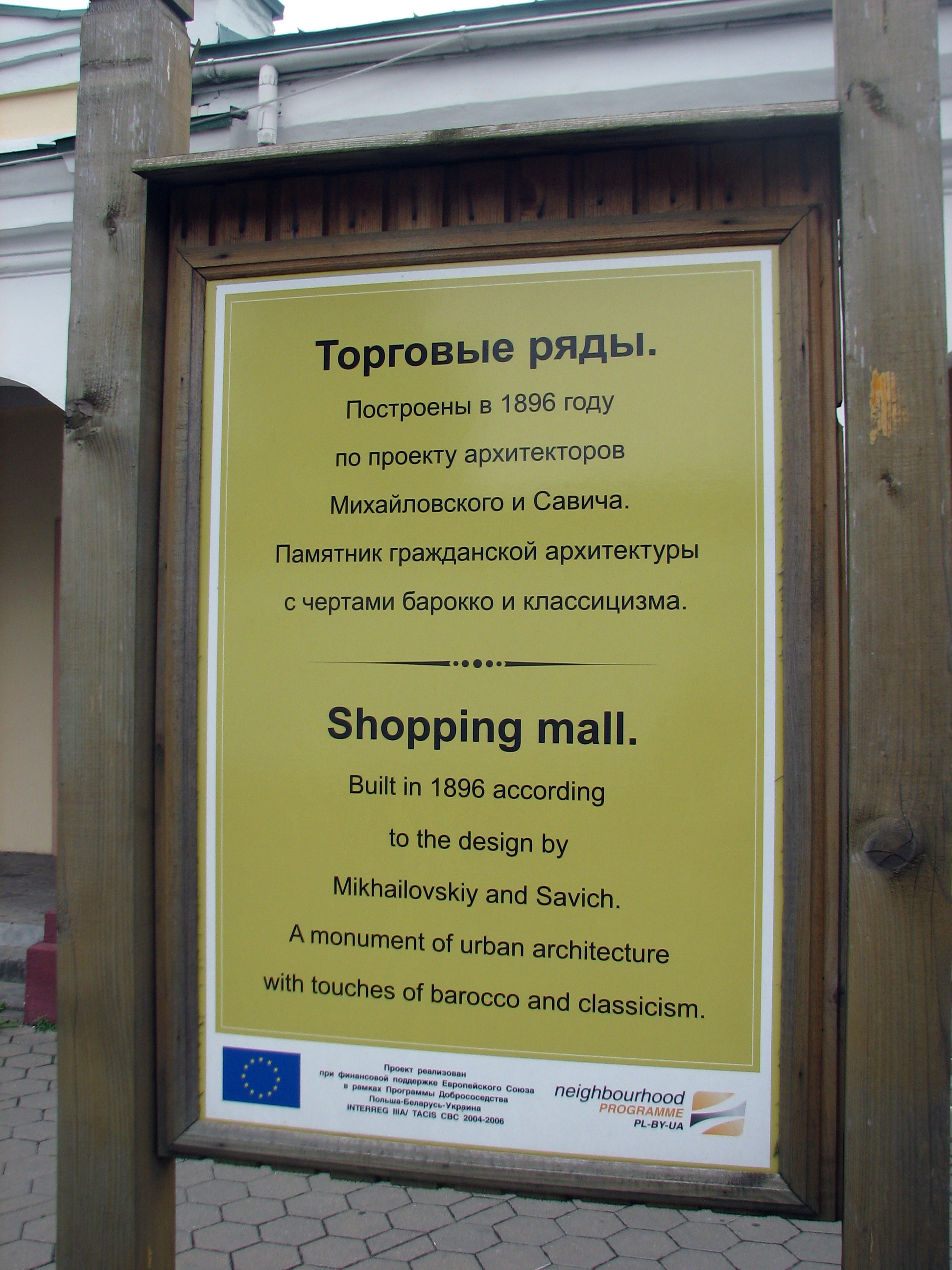
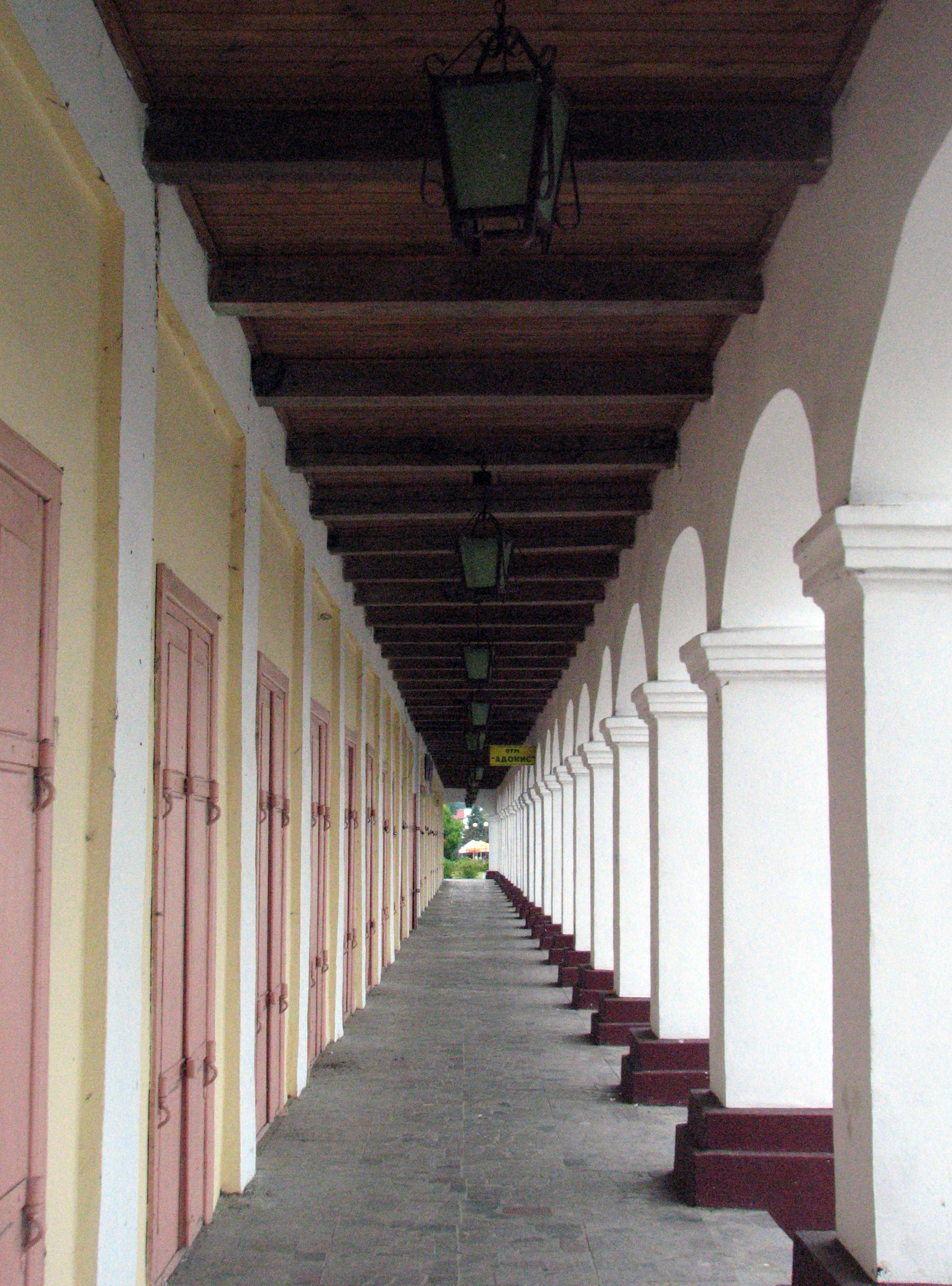
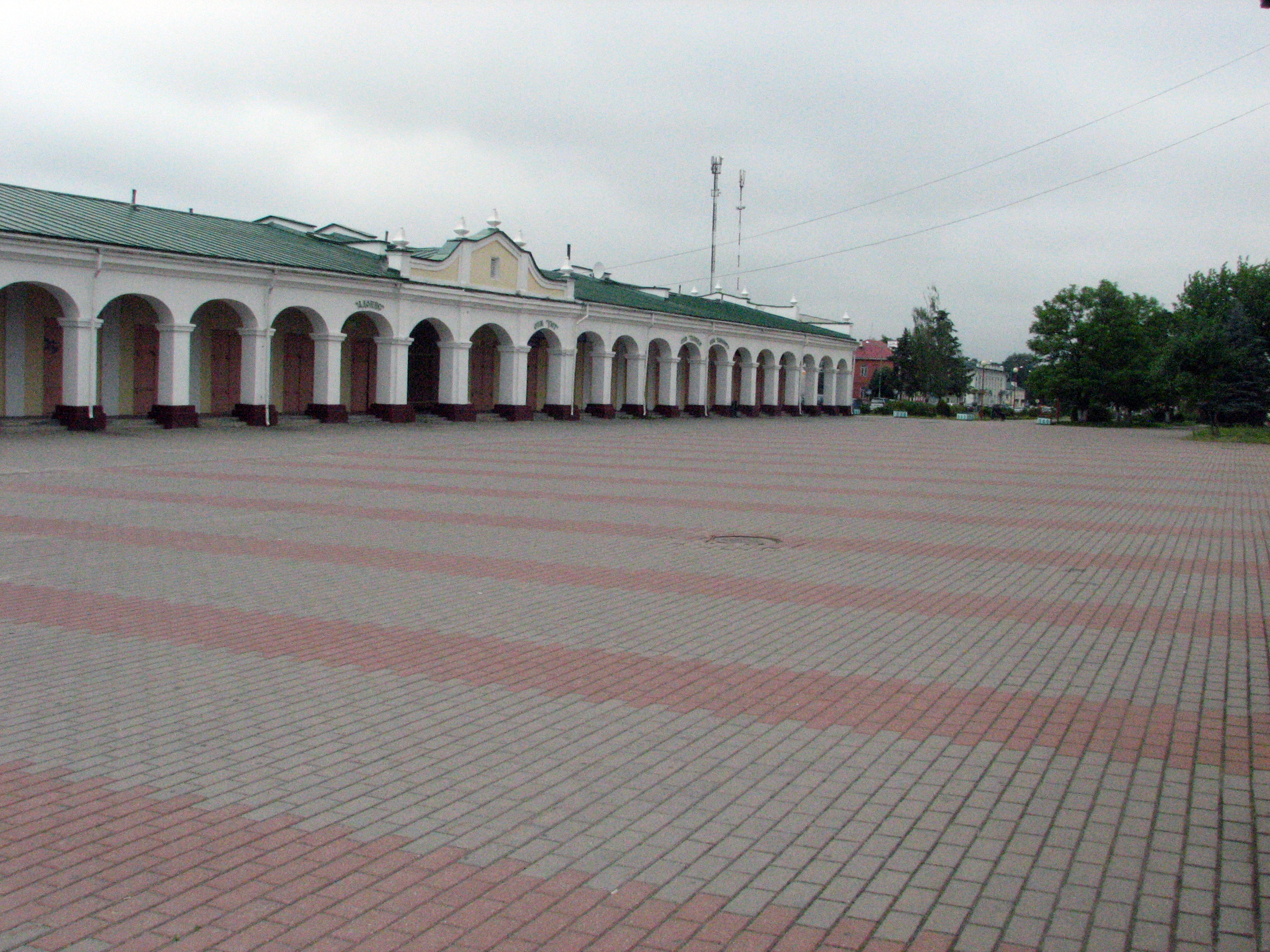
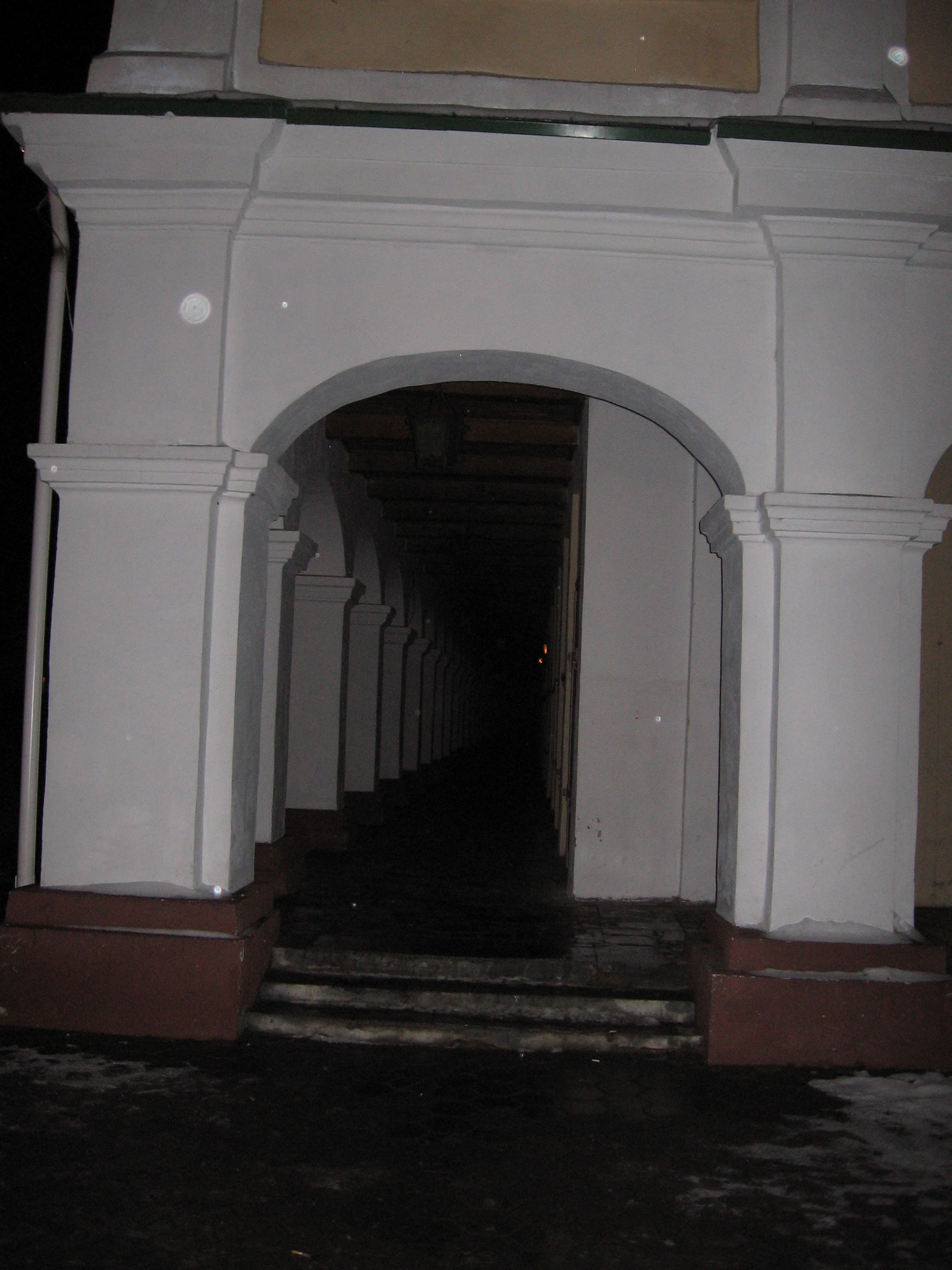
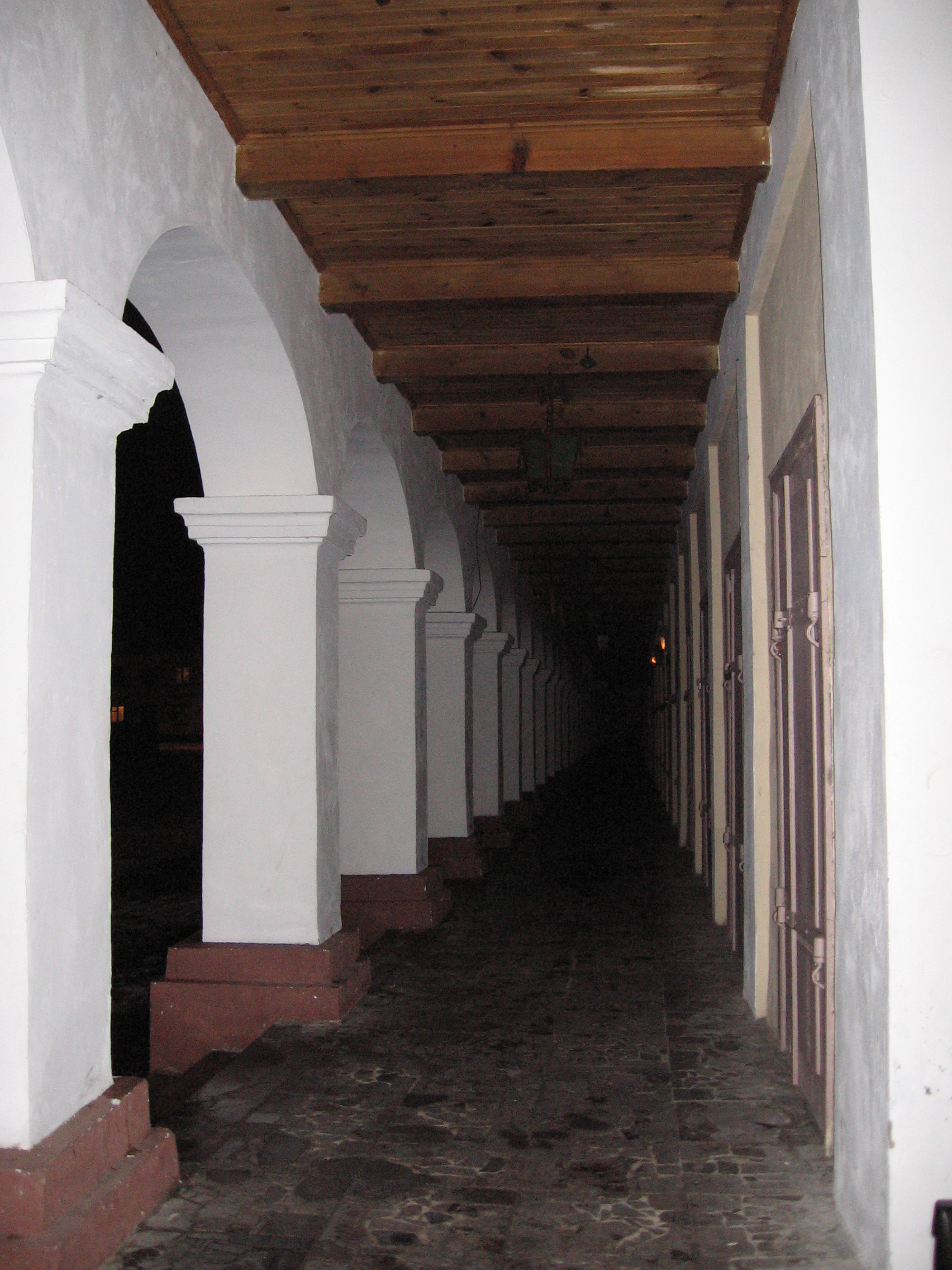